# Dyrlægens plejebørn
Dyrlægens plejebørn er en dansk film fra 1968, skrevet og instrueret af Carl Ottosen.

## Medvirkende
- Dirch Passer – Linsager, Dyrlæge
- Winnie Mortensen – Winnie
- Ove Sprogøe – Lægen
- Judy Gringer – Birgitte, lægens husbestyreinde – jordemoder
- Carl Ottosen – Leder af børnepension
- Karl Stegger – Gårdejer
- Susanne Bruun-Koppel – Dorthe Nielsen, gårdejerens datter
- Folmer Rubæk Niels – Karl hos Carl Nielsen
- Else Petersen – Fru Eriksen
- Axel Strøbye – Don Pedro, Cirkusdirektør (Peter Thomsen)
- Lone Hertz – Kirsten, Cirkusdirektørens partner
- Lise Henningsen – Fru Andersen
- Poul Glargaard – Cirkustjener
- Miskow Makwarth – Ole
- Lise Thomsen – Ane, Oles kone
- Mogens Brandt – Sagfører
- Helen Michelsen – Winnies mor
- Ellen Staal – Martha
- Holger Munk – Nyrespecialisten
- Daniel Andersen - Kirstens baby